# Tibor Vigh
Tibor Vigh (Budapest; 24 de diciembre de 1941-?; 14 de agosto de 2015) fue un futbolista canadiense nacido en Hungría.

## Clubes
| Club                     | País           | Año       |
| ------------------------ | -------------- | --------- |
| Windsor Hungaria         | Canadá         | 1957-1959 |
| Windsor Teutonia         | Canadá         | 1960-1966 |
| Ravanica (cesión)        | Canadá         | 1961      |
| Detroit Kickers (cesión) | Estados Unidos | 1965      |
| New York Hungaria        | Estados Unidos | 1966-1967 |
| Houston Stars            | Estados Unidos | 1968      |
| Greek American AA        | Estados Unidos | 1968      |
| Rochester Lancers        | Estados Unidos | 1969      |
| Laguna                   | México         | 1969-1970 |
| Torreón                  | México         | 1970-1972 |
| New York Cosmos          | Estados Unidos | 1973      |
| Montreal Olympique       | Canadá         | 1973      |
| Greek American AA        | Estados Unidos | 1974      |
| New York Apollo          | Estados Unidos | 1974-1975 |

## Palmarés

### Títulos nacionales
| Título                 | Equipo            | País           | Año  |
| ---------------------- | ----------------- | -------------- | ---- |
| National Challenge Cup | Greek American AA | Estados Unidos | 1968 |